# Håtjärnarna (södra)
Håtjärnarna är en sjö i Ånge kommun i Medelpad och ingår i Ljungans huvudavrinningsområde. Sjöns area är 0,016 kvadratkilometer och den befinner sig 300 meter över havet.